# Johnny Evers
John Joseph „Johnny“ Evers (* 21. Juli 1881 in Troy, New York; † 28. März 1947 in Albany, New York) war ein US-amerikanischer Baseballspieler und -manager in der Major League Baseball. Seine Spitznamen waren Crab und Trojan.

## Biografie
Johnny Evers begann seine Karriere als Second Baseman bei den Chicago Cubs in der National League am 1. September 1902 und wurde dort zum Teil des berühmten Tinker to Evers to Chance-Infields der Cubs, das in dem Gedicht Baseball’s Sad Lexicon des New Yorker Zeitungskolumnisten Franklin Pierce Adams verewigt wurde.
Evers erreichte mit den Cubs dreimal die World Series. 1907 und 1908 gewann das Team aus Chicago jeweils den Titel. Evers hatte in beiden Serien einen Schlagdurchschnitt von 35 %. Evers war einer der kleinsten und leichtesten Spieler aller Zeiten in den Major Leagues. So soll er laut Berichten zu Beginn seiner Laufbahn nur 45 kg gewogen haben und nie in seiner Karriere über 59 kg gekommen sein. 1913 arbeitete er bei den Cubs in einer Doppelfunktion als Spieler und Manager. 
1914 wurde er zu den Boston Braves transferiert. Mit ihnen gewann er im gleichen Jahr seine dritte World Series. Auch wurde er zum MVP der National League ernannt. Bis 1917 spielte er bei den Braves, wechselte während der Saison dann zu den Philadelphia Phillies. Danach leistete er seinen Wehrdienst im Ersten Weltkrieg. Nach seiner Rückkehr arbeitete er hauptsächlich als Coach. Als Manager war er noch 1921 bei den Cubs und 1924 bei den White Sox tätig. 1922 bestritt er noch ein Spiel bei den White Sox, sein letztes Spiel folgte dann sieben Jahre später am 6. Oktober 1929 für die Boston Braves.
Ein Jahr vor seinem Tod 1947 wurde er durch das Veterans Committee in die Baseball Hall of Fame aufgenommen.